# Sylvia Dördelmann
Sylvia Dördelmann   (Waltrop, 7 d'abril de 1970), de casada Vedder, és una exremadora alemanya que va competir durant les dècades de 1980 i 1990. Fins a la reunificació alemanya ho va fer sota bandera de la República Federal Alemanya.
El 1992 va participar en els Jocs Olímpics de Barcelona, on va guanyar la medalla de bronze en la prova del vuit amb timoner del programa de rem. En el seu palmarès també destaca una medalla d'argent al Campionat del món de rem.